# Heinrich Balmer
Heinrich Balmer (* 1940) ist ein Schweizer Psychologe und Psychotherapeut. 
Balmer promovierte 1972 an der Universität Basel mit einer Kritik an der Archetypentheorie von C. G. Jung. Er war 1991 Mitbegründer der Schweizerischen Gesellschaft der Psychotherapeutinnen und Psychotherapeuten (APsyther).
Er ist verheiratet und hat zwei Kinder.

## Werke (Auswahl)
- Die Archetypentheorie von C. G. Jung. Eine Kritik. Springer, Berlin 1972 (Dissertation, Universität Basel, 1972).
- (als Herausgeber) Hans Kunz: Grundfragen der psychoanalytischen Anthropologie. Ausgewählte Abhandlungen. Vandenhoeck & Ruprecht, Göttingen 1975.
- (als Planer, mit Dieter Eicke, Nina Kindler, Christoph Kreuker, Helmuth Stolze, Gerhard Strube, Hans Zeier) Die Psychologie des 20. Jahrhunderts. 15 Bände und Registerband. Kindler, Zürich 1976–1981.
  - (als Herausgeber) Die europäische Tradition. Tendenzen, Schulen, Entwicklungslinien (= Die Psychologie des 20. Jahrhunderts. Bd. 1). Kindler, Zürich 1976.
  - (als Herausgeber) Geschichte der Psychologie. 2 Bände. Beltz, Weinheim 1982 (Lizenzausgabe des Kindler-Verlags).
- Die Situation der Psychotherapie und die Benachteiligung der psychisch Kranken in der Schweiz. Schweizer Psychotherapie-Verlag, Basel 1983?; 3. Auflage 1987.